# شهرستان لاودردیل (تنسی)
شهرستان لاودردیل، تنسی (به انگلیسی: Lauderdale County, Tennessee) یک سکونتگاه مسکونی در ایالات متحده آمریکا است که در تنسی واقع شده‌است.

## خصوصیات
شهرستان لاودردیل ۱٬۳۱۳ کیلومترمربع مساحت دارد.